# Boeing C-17 Globemaster III

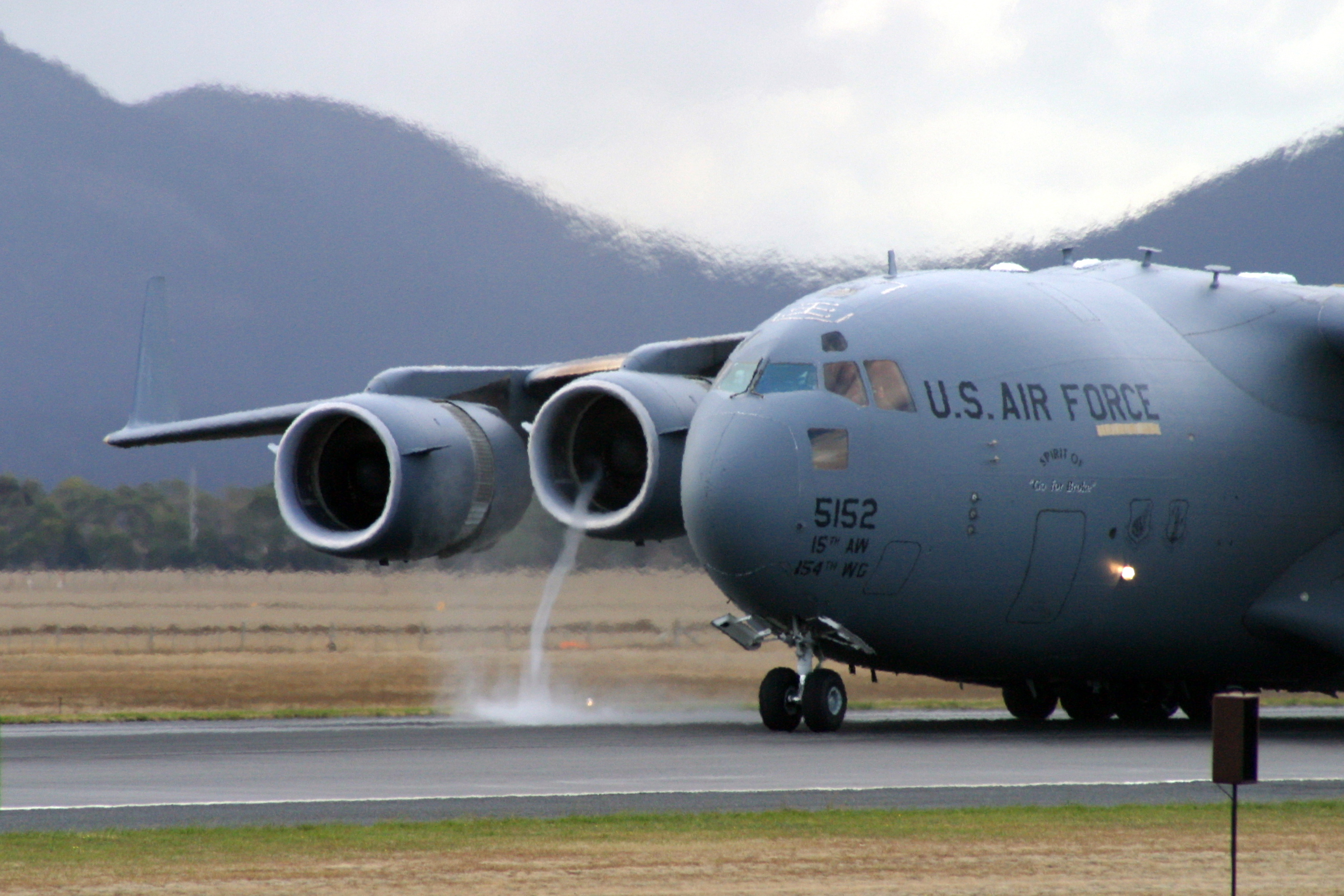
Een C17 gebruikt "reverse thrust" om achteruit te bewegen op de landingsbaan

De Boeing (voormalig McDonnell Douglas) C-17 Globemaster III is een Amerikaans strategisch transportvliegtuig, gebouwd door Boeing Integrated Defense Systems, en in dienst bij de US Air Force, Royal Air Force, Royal Australian Air Force, Canadian Forces Air Command, Indian Air Force en Qatar Air Force
Een reeks landen (de NAVO-leden Nederland, Bulgarije, Denemarken, Estland, Hongarije, Italië, Letland, Litouwen, Noorwegen, Polen, Roemenië, Slovenië, Slowakije, Tsjechië en de Verenigde Staten, alsmede Finland en Zweden) hebben in 2009 gezamenlijk drie C-17 Globemaster III's aangeschaft onder de noemer Strategic Airlift Capability. Ze zijn gestationeerd op de luchtmachtbasis Pápa in Hongarije. Nederland is een van de grootste gebruikers met meer dan 500 vlieguren. Op 14 juli 2009 werd het eerste toestel afgeleverd; de twee andere volgden in het najaar.
De VS gebruiken het toestel om nucleair materiaal te vervoeren. C-17A's van de 62d Airlift Wing (Prime Nuclear Airlift Force) in McChord doen regelmatig de basissen van Kleine-Brogel en Volkel aan, waar B61-atoombommen liggen opgeslagen.
De C-17 Globemaster III is in staat tot snelle strategische levering van troepen en goederen van en naar een hoofdbasis of naar voorwaartse bases. Het toestel is groot genoeg om een Chinook helikopter te transporteren. Hij is ook in staat tot het tactisch transporteren van bijvoorbeeld gewonden en voor luchtdroppingen. De C-17 ontleent zijn naam aan twee eerdere zware transportvliegtuigen, de C-74 Globemaster en de C-124 Globemaster II.
Doordat het een groot toestel is, heeft de C-17 een baanlengte van 2316 m nodig om op te kunnen stijgen en 1060 m om te kunnen landen. In augustus 2021 bleek een C-17 in staat 823 personen te vervoeren bij hun evacuatie van Afghanistan naar Qatar.
India heeft inmiddels zeventien C-17 Globemasters in gebruik, die van strategisch belang zijn voor de grensconflicten tussen China en de rest van de wereld.

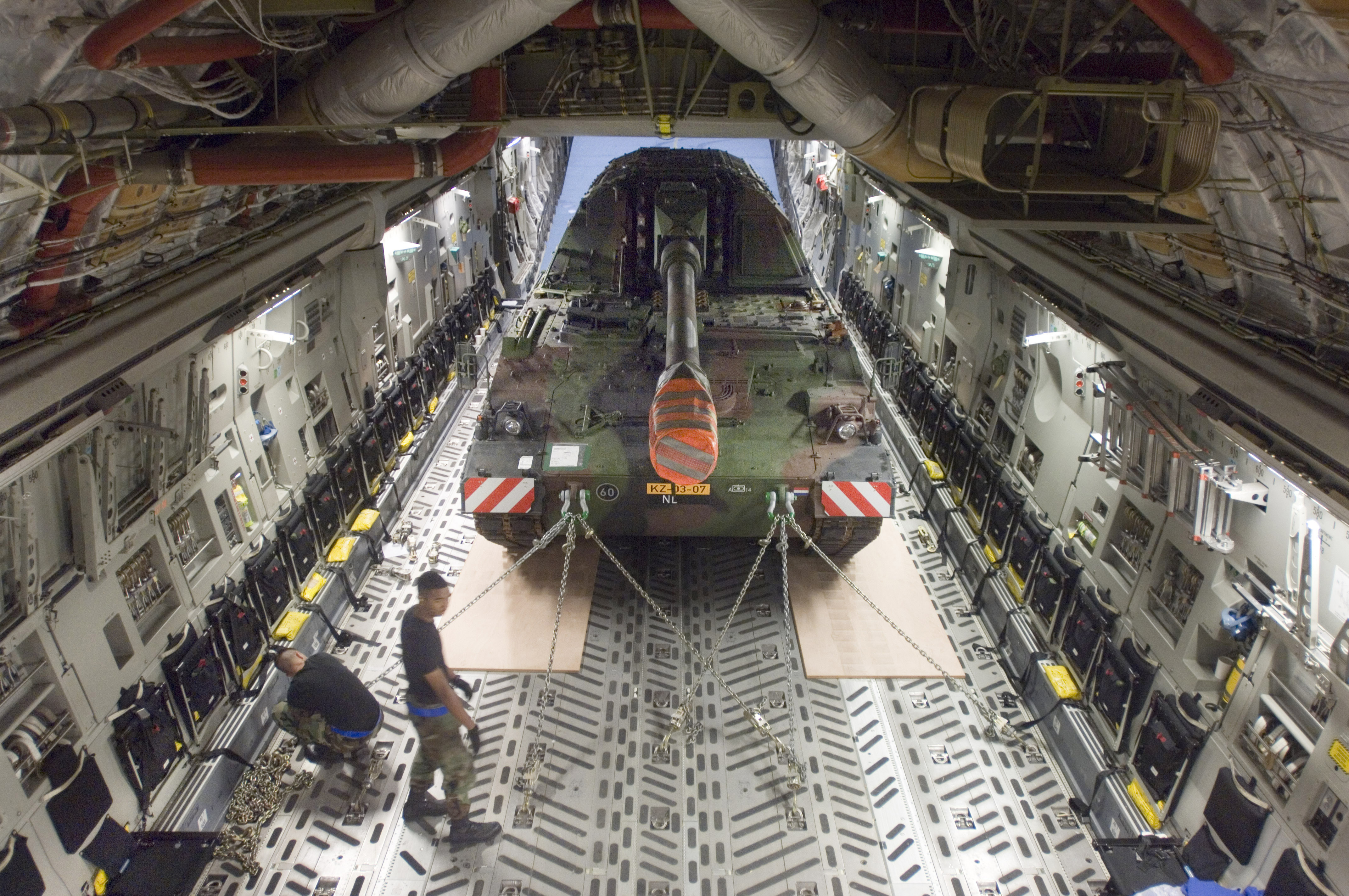
Een Nederlandse Panzerhaubitze 2000 in een C-17 op transport naar Afghanistan

## Specificaties
| Eigenschap                          | Specificatie |
| ----------------------------------- | --- |
| Bemanning                           | 3 (2 piloten, 1 loadmaster) |

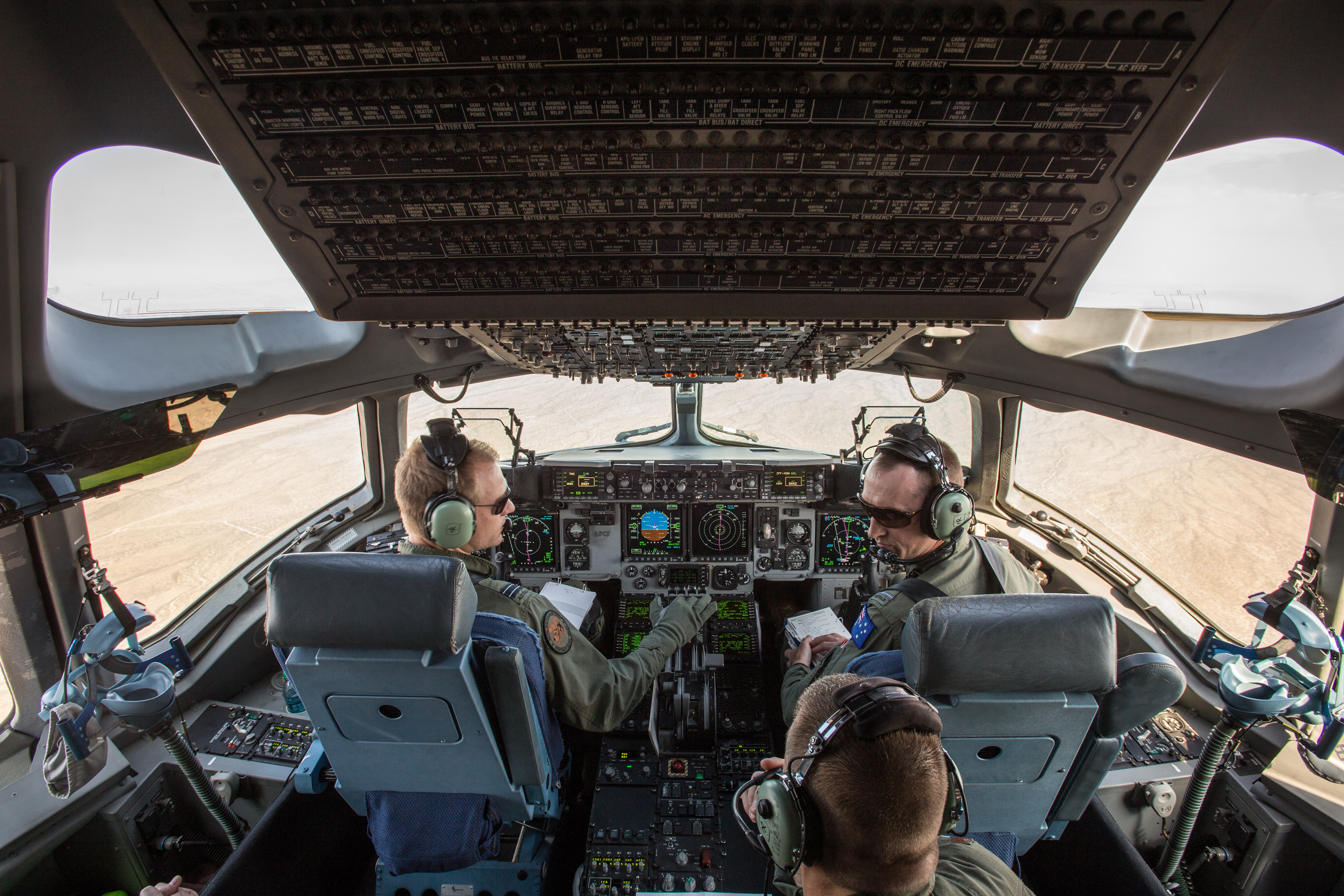
Cockpit van een C-17

| Capaciteit                          | - 77.519 kg aan lading op pallets. - 102 parachutisten of - 134 soldaten met pallet- en zijmuurstoelen of - 54 soldaten met zijmuur stoelen (en 13 pallets reguliere lading) of - 36 bed gebonden en 54 ambulante patiënten met medische begeleiders of - Voertuigen, zoals een M1 Abrams tank, een Panzerhaubitze 2000 of drie Strykers |
| Lengte                              | 53,04 m |
| Spanwijdte                          | 51,74 m |
| Hoogte                              | 16,79 m |
| Vleugeloppervlak                    | 353 m² |
| Aspect ratio                        | 7,165 |
| vleugelprofiel                      | wortel: DLBA 142; tip: DLBA 147 |
| Leeg gewicht                        | 122.469 kg |
| Maximaal startgewicht               | 265.352 kg |
| Motoren                             | 4 × Pratt & Whitney F117-PW-100 turbofanmotoren, 18.343 kg (179,9 kN) stuwkracht per motor |
| Maximumsnelheid                     | 1080 km/h (M0,875) |
| Kruissnelheid                       | 830 km/h (450 kn) (M0,74–0,79) |
| Reikwijdte                          | 4.480 km met 71.214 kg lading |
| Maximale reikwijdte                 | 11.538 km |
| Maximale vlieghoogte                | 13.716 m |
| Vleugel belasting                   | 751 kg/m2 |
| Stuwkracht/gewicht                  | 0,277 (minimum) |
| Startbaanlengte (Max. startgewicht) | 2.359,15 m |
| Startbaanlengte (179.169 kg)        | 914 m |
| Landingsbaanlengte                  | 1.067 m (maximaal beladen) |

Bronnen: Boeing, Us Air Force fact sheet, NASA, U. S. Government Accountability Office

## Gebruikers
Onder andere (lijst niet compleet):
- Luchtmacht van de Verenigde Staten
- Koninklijke Luchtmacht van Groot-Brittannië
- Koninklijke Australische luchtmacht
- Koninklijke Canadese luchtmacht
- Qatar Airways
- Emiratische luchtmacht
- Indiase luchtmacht
- Luchtmacht van Koeweit